# Paloma Varga Weisz
Paloma Varga Weisz  (* 26. Dezember 1966 in Mannheim) ist eine deutsche Bildhauerin und Zeichnerin.

## Leben und berufliche Entwicklung
Paloma Varga Weisz wurde in Mannheim geboren und wuchs in Neustadt an der Weinstraße auf. Sie ist die jüngste Tochter von Feri Varga, der als ungarischer Künstler vorwiegend in Frankreich und Deutschland gelebt und gearbeitet hat. Sie lernte von 1987 bis 1990 Holzbildhauerei in Garmisch-Partenkirchen. Von 1990 bis 1998 studierte sie an der Kunstakademie Düsseldorf bei Tony Cragg und Gerhard Merz. Ihr vielseitiges Werk umfasst Skulpturen und Installationen vorwiegend in Holz und Keramik sowie Aquarelle und Zeichnungen. „Paloma Varga Weisz plastisches Oeuvre zeichnet sich durch offensichtliche Rückgriffe auf ikonografische und handwerkliche Traditionen aus und verbindet Historie mit einer zeitgenössischen künstlerischen Praxis, die ihre genealogischen Wurzeln nur spärlich preisgibt.“
Paloma Varga Weisz lebt und arbeitet in Düsseldorf.

## Auszeichnungen und Stipendien (Auswahl)
- 2017: Holbach-Award, Stiftung zur Förderung der Kunst in der Pfalz
- 2007: Marianne-Werefkin Award, Berlin
- 2000/2001: Bremerhaven-Fellowship, Bremerhaven

## Ausstellungen (Auswahl)
- 2024:

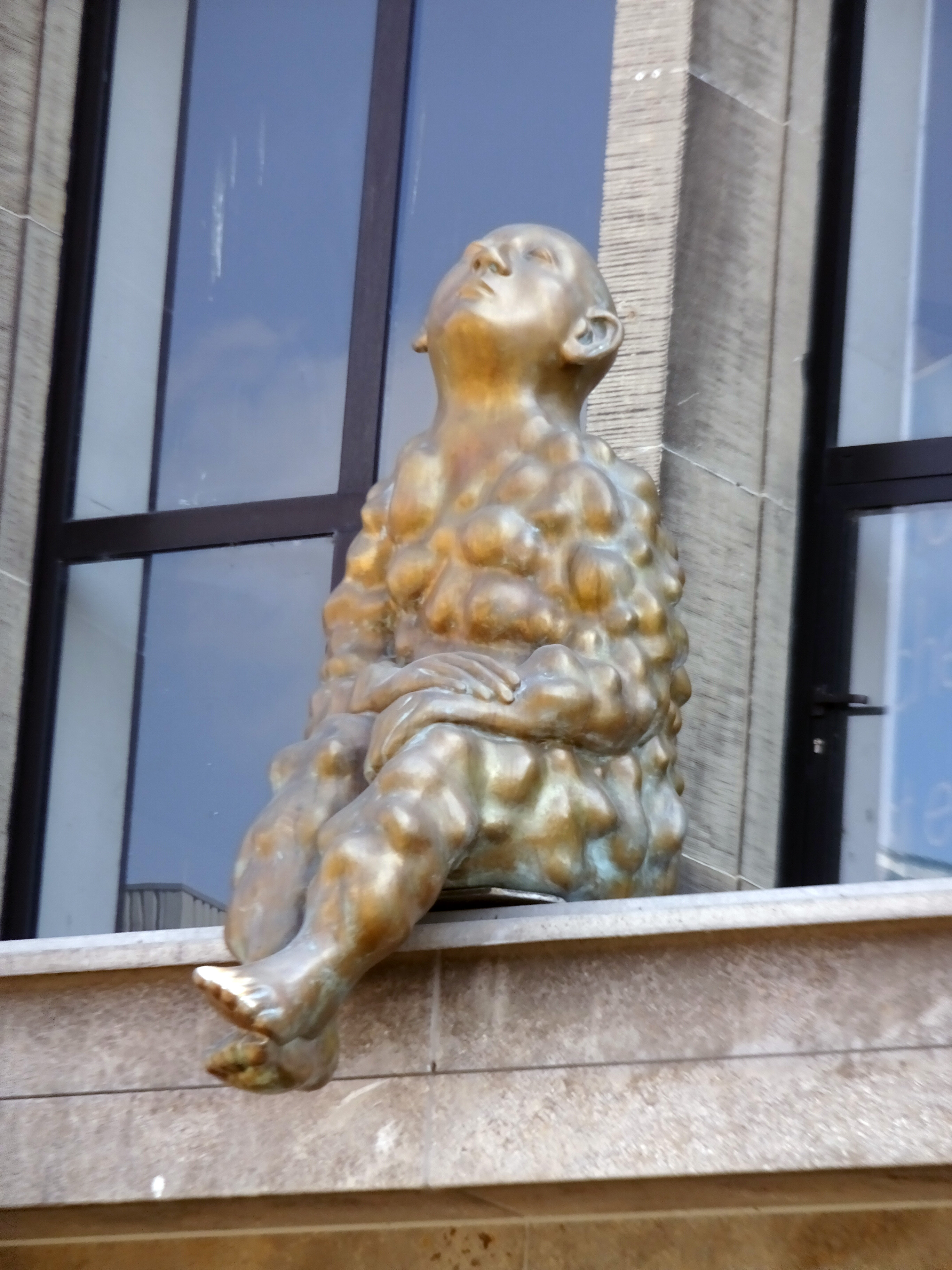
Beulenmann auf dem Vordach des Düsseldorfer Hauptbahnhofs (2018)

Multiface, Kestner Gesellschaft Hannover
- 2022:

Bumpman on a Tree Trunk, Skulpturen im Malkastenpark (group)
- 2021:

The Fourth Plinth Shortlist Exhibition, The National Gallery, London, UK (group)
Glory Hole, Le Consortium, Dijon, Frankreich (solo)
Les Fleures du Mal, Parrotta Contemporary Art, Köln/Bonn, Deutschland (group)
- 2020:

Bumped Body, Henry Moore Institute, Leeds, UK (solo)
A BREATH? A NAME? – THE WAYS OF WORLDMAKING, Biennale Gherdëina 7, Dolomiten, Italien (group)
- 2019:

Bumped Body, Bonnefantenmuseum, Maastricht, Niederlande (solo)
Homo Faber: Craft in Contemporary Sculpture, Asia Culture Centre, Gwangju, Südkorea (group)
Mask: In Present Day Art, Aargauer Kunsthaus, Aarau, Schweiz (group)
Animalesque / Art Across Species and Beings, Bildmuseet, Umea, Schweden (group)
The Enigma of the Hour - 100 Years of Psychoanalytic Thought, Freud Museum, London (group)
The Palace at 4 am, NEON Foundation, Archeological Museum, Mykonos (group)
Wundergestalt, Gladstone 64, New York (solo)
- 2018:

Wild Bunch, Sadie Coles HQ, London (solo)
Parcours, Art Basel, Basel (group)
Von fremden Ländern in eigenen Städten, Düsseldorf Hauptbahnhof, Markus Ambach Projekte (MAP), Düsseldorf mit „Beulenmann“ (Ankauf der Stadt Düsseldorf im Jahr 2019)
Nudes Sadie Coles HQ, London (group)
ISelf Collection Bumped Bodies, Whitechapel Gallery, London (group)
- 2017:

Galeria Pedro Cera, Lisbon (solo)
ISelf Collection: The End of Love, Whitechapel Gallery, London (cat.)
Dreamers Awake, curated by Susanna Greeves, White Cube, London (group)
Luther and the Avantgarde, Altes Gefängnis, Wittenberg (group)
Skulpturenhalle, Thomas Schütte Foundation, Neuss/Holzheim (solo)
Lucas Cranach the Elder, Museum Kunstpalast, Düsseldorf (group)
- 2016:

Behind the Curtain. Concealment and Revelation since the Renaissance. From Titian to Christo, Museum Kunstpalast, Düsseldorf (group)
NO MAN’S LAND: Women Artists from the Rubell Family Collection, National Museum of Women in the Art, Washington (group)
Cloud and Crystal – Jackson Pollock Meets Bruce Nauman, Kunstsammlung Nordrhein-Westfalen, Düsseldorf (group)
The Summer Exhibition, Royal Academy of Arts, London (group)
The Distance of a Day – New in Contemporary Art, The Israel Museum, Jerusalem (group)
Ceramix. Ceramic art from Gauguin to Schütte, Bonnefantenmuseum, Maastricht; La Maison Rouge, Paris; Sèvres - Cité de la céramique (group)
- 2015:

NO MAN’S LAND: Women Artists from the Rubell Family Collection, Rubell Family Collection/Contemporary Arts Foundation, Miami (group)
Root of a Dream, Castello di Rivoli, Turin (solo)
The Problem of God, Kunstsammlung Nordrhein-Westfalen, Düsseldorf (group) Bois Dormant, Gladstone Gallery, Brüssel (solo)
- 2014:

The Human Factor: The Figure in Contemporary Sculpture, Hayward Gallery, Southbank Centre, London (group)
Sadie Coles HQ, London (solo)